# Longzhou He
Longzhou He är ett vattendrag i Kina. Det ligger i provinsen Hainan, i den södra delen av landet, omkring 38 kilometer söder om provinshuvudstaden Haikou.
Genomsnittlig årsnederbörd är 2 382 millimeter. Den regnigaste månaden är juli, med i genomsnitt 350 mm nederbörd, och den torraste är januari, med 21 mm nederbörd.